# Гай Папірій Карбон Арвіна
Гай Папíрій Карбóн Арвíна (лат. Gaius Papirius Carbō Arvīna; 124 до н. е. ― 82 до н. е., Рим) ― давньоримський політичний діяч, народний трибун у 90 до н. е., претор у 85 або 84 до н. е. Під час громадянської війни став однією з останніх жертв маріанського терору.

## Походження
Гай Папірій належав до плебейського роду Папіріїв. Перший відомий історії носій когномену «Карбон» (Carbo) досяг претури в 168 році до н. е. і став батьком двох синів: Гая (першого в історії роду консула, який обіймав цю посаду в 120 році до н. е..) І Гнея, консула 113 року до н. е.. Карбон Арвіна був сином Гая. Один із його двоюрідних братів Гней став триразовим консулом (85, 84, 82 роки до н. е..); інший, Гай, піднявся у своїй кар'єрі лише до претури. Щоб розрізняти двох Гаїв, Марк Туллій Цицерон у своїх трактатах вказує батька як («Гай Карбон, син Гая»; «Гай Карбон, син красномовного Карбона»), Валерій Максим називає індивідуальне прізвисько — Арвіна (лат. arvīna — "жир, сало).
Усі представники цього сімейства, починаючи з часів Гракхів, належали до народної «партії». Карбон Арвіна, за словами Цицерона, став єдиним винятком із цього правила.

## Біографія
Батько Гая Папірія у 119 році до н. е. був змушений накласти на себе руки через судове звинувачення, висунуте Луцієм Ліцинієм Крассом. Гай-молодший був тоді ще дитиною, і Красс став його лютим ворогом на все життя. З юних років Карбон Арвіна уважно стежив за кожним кроком Луція Ліцинія і чекав найменшої помилки для того, щоб завдати удару у відповідь. Зокрема, у 94 році до н. е., коли Красс вирушив у Галлію (можливо, Цизальпійську) з повноваженнями проконсула, Гай Папірій пішов за ним. Намісник, за словами Валерія Максима, "як його не вигнав, але пішов назустріч: дав йому місце на трибуналі й повідомив всіх, що рішення не матиме сили без згоди Карбона.Карбон так і не знайшов матеріал, що компрометує. Про офіційні повноження Гая Папірія в Галлії достеменно нічого невідомо, але Р. Броутон припускає, що у 94 році до н. е. Арвіна був легатом.
91 року до н. е., коли Марк Лівій Друз висунув програму перетворень і отримав підтримку Красса, Гай Папірій, відповідно, став одним із ворогів реформ. Восени того ж року Красс раптово помер від хвороби, а Друз був убитий. Гай Папірій був обраний народним трибуном на 90 рік до н. е. й у важких умовах розпочатої у цей час війни з союзниками, за словами Цицерона, «днював і ночував на трибуні», виступаючи перед народом практично щодня.Спільно з одним із колег Марком Плавтієм Сільваном він провів закон (Lex Plautia Papiria) про надання римського громадянства тим італікам, які складуть зброю протягом 60 днів. Цей закон вплинув на хід війни. Але нових громадян передбачалося включати не в 35 старих триб, а в 8 нових, отже значення їхніх голів у будь-яких виборах було мінімальним; це стало однією з важливих причин для громадянських воєн, що почалися незабаром. Оскільки одним із народних трибунів 89 року до н. е. теж був хтось із Папіріїв Карбонів, в історіографії ведеться дискусія про те, чи був одним з авторів закону справді Карбон Арвіна.
Відомо, що в епоху громадянських воєн Гай Папірій дуже рідко виступав у народних зборах. На момент смерті він був преторієм, але дата претури невідома; це міг бути 85 чи 84 рік до н. е., коли його двоюрідний брат, один із керівників маріанської партії Гней Папірій Карбон, був консулом вперше або вдруге.
У 82 до н. е., наприкінці війни між маріанцями та Луцієм Корнелієм Суллою, Гай Папірій став жертвою маріанського терору. Гай Марій Молодший, був обложений в Пренесті й усвідомивши безвихідь свого становища, зумів передати претору Луцію Юнію Бруту Дамасіппу, що знаходився в Римі, наказ убити ряд сенаторів. Епітоматор Лівія пише про «майже всієї знаті», але інші джерела називають лише чотири імені: Публій Антістій, Луцій Доміцій Агенобарб, Квінт Муцій Сцевола Понтифік та Гай Папірій Карбон Арвіна. Враховуючи, що Сцевола був родичем дружини одного з консулів-маріанців, а Карбон — двоюрідним братом іншого, Е. Бедіан зробив припущення, що ці четверо «навряд виявилися просто жертвами свавілля»: можливо, вони все ж таки хотіли перейти на бік Сулли, але їх задум був розкритий.
Дамасіпп запросив своїх жертв у курію, нібито на нараду, і, за словами Орозія, «убив їх там найжорстокішим чином». Тіла вбитих кинули в Тибр. Згідно з Валерієм Максимом, відрубані голови були змішані з головами принесених у жертву тварин, а тіло Карбона Арвіни пригвоздили до хреста і носили містом.

## Ораторські здібності
Цицерон у своєму трактаті «Брут» згадує Гая Папірія серед ораторів, що належали до одного покоління з Публієм Сульпіцієм, Гаєм Скрибонієм Куріоном і Гаєм Аврелієм Коттою. На думку автора «Брута», Карбон Арвіна «був оратором не надто тонким, але все ж таки оратором: у словах його була солідність, говорив він легко, мова його відрізнялася природною гідністю».

## Сім'я
У наступному поколінні роду Папіріїв був Гай Папірій Карбон, народний трибун близько 67 року до н. е. і претор 62 року. Його матір'ю була Рубрія, а батьком — один із Гаїв Папіріїв: або Арвіна, або його двоюрідний брат.